# 春日井市立出川小学校
春日井市立出川小学校（かすがいしりつ でがわしょうがっこう）は、愛知県春日井市出川町（てがわちょう）にある公立小学校。

## 概要
- 出川町の一部、出川町6-8丁目、大留町の一部、大留町1丁目の一部、大留町2-8丁目、北城町4丁目の一部、神領町の一部、神領町北1・2丁目が校区であり、公立中学校の進学先は春日井市立南城中学校である[1]。

## 沿革
- 2007年（平成19年）
  - 4月1日 - 春日井市立不二小学校から分離し、春日井市39番目の小学校として開校する[2][3]。
  - 4月6日 - 開校式を行う。

## 交通アクセス
- 名鉄バス春日井線「出川」バス停より徒歩約7分。

勝川駅または神領駅より【40系統】「藤山台南」行、【41系統】「県医療療育総合センター」行。
高蔵寺駅より【95系統】「中部大学」行。
- JR東海中央本線神領駅下車、徒歩約15分。

## 周辺施設
- 中部大学
- 春日井市立北城小学校
- 春日井市立不二小学校
- さくら保育園
- 春日井出川郵便局